# Franz Thomé
Franz Robert Thomé (ur. 1841, zm. 1914) – niemiecki manager kolejowy, m.in. prezes Dyrekcji Kolei w Gdańsku (1895-1899).

## Życiorys
Długoletni pracownik niemieckiego kolejnictwa zatrudniony m.in. w charakterze urzędnika w Zarządzie Kolei (Eisenbahnverwaltung) (-1872), członek kierownictwa Dyrekcji Kolei w Saarbrücken (Eisenbahndirektion Saarbrücken) (1872-1878), członek kierownictwa Reńskiego Towarzystwa Kolejowego (Rheinische Eisenbahngesellschaft) w Kolonii (1878-1880), urzędnik Dyrekcji Kolei w Hanowerze (Eisenbahndirektion Hannover) (1883-1895), prezes Dyrekcji Kolei w Gdańsku (Eisenbahndirektion Danzig) (1895-1899), prezes Dyrekcji Kolei we Frankfurcie nad Menem (Eisenbahndirektion Frankfurt/M.) (1899-1907), skąd odszedł na emeryturę.